# Utica (Indiana)
Pour les articles homonymes, voir Utica.
Utica est une municipalité américaine située dans le comté de Clark en Indiana.
Lors du recensement de 2010, sa population est de 776 habitants. La municipalité s'étend sur 1,44 mille carré (3,73 km2) dont 0,18 mille carré (0,47 km2) d'étendues d'eau.
Des colons s'implantent sur ce site dès 1795, sur l'autre rive de l'Ohio à l'embouchure de Harrods Creek (dans le Kentucky). La ville d'Utica est fondée en 1816. D'abord une station de ferry, Utica se développe industriellement grâce à sa situation sur la voie de transport fluvial de l'Ohio.